# Richard Butler (1er comte de Glengall)
Pour les articles homonymes, voir Richard Butler (homonymie) et Butler.
Richard Butler, 1er comte de Glengall (13 novembre 1775 - 30 janvier 1819), connu sous le nom de Lord Cahir avant 1816, est un pair irlandais.

## Biographie
Il est le fils et l'héritier de James Butler, 9e baron Cahir et de Sarah Nicholls. En juillet 1788, il accède au titre de son père et occupe son siège à la Chambre des lords irlandaise. À la suite de la mise en œuvre des Actes d'Union de 1800, il est élu parmi les 28 représentants irlandais et siège sur les bancs des conservateurs à la Chambre des lords britannique. Le 22 janvier 1816, il est nommé vicomte Cahir et comte de Glengall, deux titres de la pairie d'Irlande.

## Mariage et descendance
Le 15 août 1793, il épouse Emily Jefferyes, fille de James St. John Jefferyes et Arabella FitzGibbon, sœur de John FitzGibbon (1er comte de Clare). Ils ont quatre enfants:
- Richard Butler (2e comte de Glengall) (17 mai 1794 - 22 juin 1858)
- Harriet Anne Butler (1er janvier 1799 - 14 septembre 1860), mariée à George Chichester (3e marquis de Donegall)
- Charlotte Butler Talbot (9 mai 1809 - 22 mars 1846), mariée à Christopher Rice Mansel Talbot, député
- Emily Georgina Arabella (1812 -), mariée d'abord à Richard Pennefather (en) (décédé en 1849); puis au général Henry Aitcheson Hankey

Son fils unique, Richard Butler, lui succéda.